# Магистрала 15 на САЩ
Магистрала 15 на САЩ (United States Route 15) е пътна магистрала, част от Магистралната система на Съединените щати преминаваща през щатите Южна Каролина, Северна Каролина, Вирджиния, Мериленд, Пенсилвания и Ню Йорк. Обща дължина 793,5 мили (1276,8 km), от които най-много във Вирджиния 230,4 мили (370,7 km), най-малко – в Ню Йорк 12,7 мили (20,4 km).
Магистралата започва в град Уолтърбъро, в южната част на Южна Каролина и се насочва на север, като последователно преминава през още 4 окръжни центъра и след 255 km навлиза на територията на щата Северна Каролина. Тук на протежение от 256 km магистралата последователно преминава през градовете Лоринбърг, Санфорд, Питсбъро, Дърам и Оксфорд, след което преминава в щата Вирджиния. Пресича щата от юг на север в неговата централна, най-широка част, на протежение от 61 km преминава през щата Мериленд, в т.ч. през град Фредерик и достига границата с щата Пенсилвания. На протежение от 314 km пресича щата от юг на север, като повече от 100 km следва западния (десен) бряг на река Саскуехана, преминава на територията на щата Ню Йорк и след 20 km завършва в окръг Стубен при изход № 44 на Междущатска магистрала 44.
| Щат              | мили  | km    | Градове (центрове на окръзи), граници, реки и др. | Щат         | мили  | km     | Градове (центрове на окръзи), граници, реки и др. |
| ---------------- | ----- | ----- | ------------------------------------------------- | ----------- | ----- | ------ | ------------------------------------------------- |
| Южна Каролина    |       |       |                                                   |             | 140,8 | 226,6  | гр. Оранж                                         |
|                  | 0,0   | 0,0   | гр. Уолтърбъро                                    |             | 158,1 | 254,4  | гр. Кълпепър                                      |
|                  | 13,0  | 20,9  | гр. Сейнт Джордж                                  |             | 183,0 | 294,4  | гр. Уорънтън                                      |
|                  | 64,0  | 103,0 | гр. Съмтър                                        |             | 216,3 | 348,1  | гр. Лийсбърг                                      |
|                  | 86,0  | 138,4 | гр. Бишъпвил                                      |             | 230,4 | 370,7  | граница с Мериленд – р. Потомак                   |
|                  | 133,0 | 214,0 | гр. Бенетсвил                                     | Мериленд    | 548,0 | 881,8  |                                                   |
|                  | 158,6 | 255,2 | граница със Северна Каролина                      |             | 0,0   | 0,0    | граница с Вирджиния – р. Потомак                  |
| Северна Каролина | 158,6 | 255,2 |                                                   |             | 12,6  | 20,3   | гр. Фредерик                                      |
|                  | 0,0   | 0,0   | граница с Южна Каролина                           |             | 37,9  | 60,9   | граница с Пенсилвания                             |
|                  | 7,0   | 11,3  | гр. Лоринсбърг                                    | Пенсилвания | 585,9 | 942,7  |                                                   |
|                  | 65,5  | 105,4 | гр. Санфорд                                       |             | 0,0   | 0,0    | граница с Мериленд                                |
|                  | 82,0  | 132,0 | гр. Питсбъро                                      |             | 42,5  | 68,4   | гр. Камп Хил                                      |
|                  | 108,0 | 173,8 | гр. Дърам                                         |             | 106,3 | 171,0  | гр. Луисбърг                                      |
|                  | 142,3 | 229,0 | гр. Оксфорд                                       |             | 129,9 | 209,0  | гр. Уилямспорт                                    |
|                  | 159,0 | 255,9 | граница с Вирджиния                               |             | 194,9 | 313,7  | граница с Ню Йорк                                 |
| Вирджиния        | 317,6 | 511,1 |                                                   | Ню Йорк     | 780,8 | 1256,4 |                                                   |
|                  | 0,0   | 0,0   | граница със Северна Каролина                      |             | 0,0   | 0,0    | граница с Пенсилвания                             |
|                  | 63,8  | 102,7 | гр. Фармвил                                       |             | 12,7  | 20,4   | изход № 44 Междущатска магистрала 86              |
|                  | 111,0 | 178,7 | гр. Палмайра                                      | Общо        | 793,5 | 1276,8 |                                                   |